# Fort Valley State University Men's Volleyball 2024
Questa voce raccoglie le informazioni riguardanti la Fort Valley State University Men's Volleyball nella stagione 2024.

## Stagione
La Fort Valley State University partecipa alla Southern Intercollegiate Athletic Conference per la terza volta: conclude la regular season imbattuta, accedendo come testa di serie numero 1 al torneo di conference, dove si aggiudica il suo primo titolo di conference sconfiggendo in semifinale la Kentucky State e in finale la Central State.
Partecipa per la prima volta al torneo NCAA Division I, sconfitto ai quarti di finale dalla UC Los Angeles.

## Organigramma societario
Area direttiva
- Presidente: Daphnie Johnson

Area tecnica
- Allenatore: Larry Wrather
- Assistente allenatore: Edward Wrather

## Rosa
| N° | Nome               | Ruolo | Data di nascita   | Nazionalità sportiva    | Anno      |
| -- | ------------------ | ----- | ----------------- | ----------------------- | --------- |
| 1  | Khairi Mitchell    | S     | -                 | Stati Uniti             | Sophomore |
| 3  | Schadrac Metayer   | L     | -                 | Stati Uniti             | Junior    |
| 4  | Jordan Brown       | O     | -                 | Stati Uniti             | Junior    |
| 5  | De'vonte Payton    | O     | -                 | Stati Uniti             | Sophomore |
| 6  | Jamil Scott        | S     | -                 | Stati Uniti             | Junior    |
| 7  | Demetrius Paul     | S     | -                 | Stati Uniti             | Freshman  |
| 9  | Jose Gallardo      | P     | -                 | Stati Uniti             | Junior    |
| 10 | Marty Boyd         | C     | -                 | Stati Uniti             | Junior    |
| 11 | Kevin Charles      | C     | -                 | Stati Uniti             | Studente  |
| 12 | Saferino Dour      | C     | -                 | Stati Uniti             | Junior    |
| 13 | Devin Harris       | P     | -                 | Stati Uniti             | Sophomore |
| 14 | Rashaun Wright     | C     | 22 settembre 2000 | Trinidad e Tobago       | Junior    |
| 15 | Jonathan Matthews  | S     | -                 | Stati Uniti             | Freshman  |
| 16 | Raheem Thomas      | O     | 8 febbraio 2000   | Isole Vergini Americane | Studente  |
| 17 | Jaxon Hicks        | S     | -                 | Stati Uniti             | Junior    |
| 18 | Diego Cardona      | L     | -                 | Stati Uniti             | Sophomore |
| 20 | Jaequon Henderson  | L     | -                 | Stati Uniti             | Junior    |
| 21 | Oshane Farquharson | S     | -                 | Stati Uniti             | Junior    |
| 22 | Chey Cooper        | S     | 3 giugno 2001     | Stati Uniti             | Studente  |
| 23 | Isaiah Fedd        | S     | -                 | Stati Uniti             | Sophomore |
| 24 | Taviian Martin     | C     | -                 | Stati Uniti             | Sophomore |

## Mercato
| Acquisti | Acquisti          | Acquisti               | Acquisti   |
| R.       | Nome              | da                     | Modalità   |
| -------- | ----------------- | ---------------------- | ---------- |
| S        | Chey Cooper       | George Mason           | definitivo |
| S        | Jonathan Matthews | Valley Stream South HS | definitivo |
| S        | Demetrius Paul    | Lee County HS          | definitivo |
| O        | Raheem Thomas     | Carolina               | definitivo |

| Cessioni | Cessioni          | Cessioni | Cessioni |
| R.       | Nome              | a        | Modalità |
| -------- | ----------------- | -------- | -------- |
| L        | Jonathan Hardaway | -        | ritirato |
| O        | Jacquee Taylor    | -        | ritirato |
| P        | Justin Yates      | -        | ritirato |

## Statistiche

### Statistiche di squadra
| Competizione         | Punti | In casa | In casa | In casa | In trasferta | In trasferta | In trasferta | Campo neutro | Campo neutro | Campo neutro | Totale | Totale | Totale |
| Competizione         | Punti | G       | V       | P       | G            | V            | P            | G            | V            | P            | G      | V      | P      |
| -------------------- | ----- | ------- | ------- | ------- | ------------ | ------------ | ------------ | ------------ | ------------ | ------------ | ------ | ------ | ------ |
| SIAC NCAA Division I | .654  | 11      | 9       | 2       | 12           | 7            | 5            | 3            | 1            | 2            | 26     | 17     | 9      |
| Totale               | .654  | 11      | 9       | 2       | 12           | 7            | 5            | 3            | 1            | 2            | 26     | 17     | 9      |

G = partite giocate; V = partite vinte; P = partite perse

### Statistiche dei giocatori
| Giocatore      | SIAC NCAA Division I | SIAC NCAA Division I | SIAC NCAA Division I | SIAC NCAA Division I | SIAC NCAA Division I | Totale | Totale | Totale | Totale | Totale |
| Giocatore      | P                    | PT                   | AV                   | MV                   | BV                   | P      | PT     | AV     | MV     | BV     |
| -------------- | -------------------- | -------------------- | -------------------- | -------------------- | -------------------- | ------ | ------ | ------ | ------ | ------ |
| M. Boyd        | 4                    | 5,5                  | 4                    | 1,5                  | 0                    | 4      | 5,5    | 4      | 1,5    | 0      |
| J. Brown       | 6                    | 5                    | 4                    | 1                    | 0                    | 6      | 5      | 4      | 1      | 0      |
| D. Cardona     | 25                   | 3                    | 3                    | 0                    | 0                    | 25     | 3      | 3      | 0      | 0      |
| C. Cooper      | 26                   | 234                  | 178                  | 22                   | 34                   | 26     | 234    | 178    | 22     | 34     |
| S. Dour        | 25                   | 105                  | 69                   | 28                   | 8                    | 25     | 105    | 69     | 28     | 8      |
| O. Farquharson | 20                   | 68                   | 55                   | 6                    | 7                    | 20     | 68     | 55     | 6      | 7      |
| I. Fedd        | 22                   | 247,5                | 195                  | 13,5                 | 39                   | 22     | 247,5  | 195    | 13,5   | 39     |
| J. Gallardo    | 23                   | 46                   | 23                   | 7                    | 16                   | 23     | 46     | 23     | 7      | 16     |
| D. Harris      | 19                   | 7,5                  | 1                    | 0,5                  | 6                    | 19     | 7,5    | 1      | 0,5    | 6      |
| J. Henderson   | 21                   | 24,5                 | 14                   | 3,5                  | 7                    | 21     | 24,5   | 14     | 3,5    | 7      |
| J. Hicks       | 26                   | 252                  | 206                  | 20                   | 26                   | 26     | 252    | 206    | 20     | 26     |
| T. Martin      | 6                    | 21,5                 | 15                   | 5,5                  | 1                    | 6      | 21,5   | 15     | 5,5    | 1      |
| J. Matthews    | 8                    | 13                   | 11                   | 0                    | 2                    | 8      | 13     | 11     | 0      | 2      |
| S. Metayer     | 3                    | 0                    | 0                    | 0                    | 0                    | 3      | 0      | 0      | 0      | 0      |
| D. Paul        | 3                    | 2                    | 2                    | 0                    | 0                    | 3      | 2      | 2      | 0      | 0      |
| D. Payton      | 14                   | 34,5                 | 23                   | 7,5                  | 4                    | 14     | 34,5   | 23     | 7,5    | 4      |
| J. Scott       | 25                   | 15,5                 | 15                   | 0,5                  | 0                    | 25     | 15,5   | 15     | 0,5    | 0      |
| R. Thomas      | 23                   | 123                  | 84                   | 35                   | 4                    | 23     | 123    | 84     | 35     | 4      |
| R. Wright      | 5                    | 18,5                 | 9                    | 6,5                  | 3                    | 5      | 18,5   | 9      | 6,5    | 3      |

P = presenze; PT = punti totali; AV = attacchi vincenti; MV = muri vincenti; BV = battute vincenti

NB: I muri singoli valgono una unità di punto, mentre i muri doppi e tripli valgono mezza unità di punto; anche i giocatori nel ruolo di libero sono impegnati al servizio